# 39-я гвардейская пушечная артиллерийская бригада
39-я гвардейская пушечная артиллерийская Киевско-Ровенская ордена Ленина дважды Краснознамённая орденов Суворова, Кутузова и Богдана Хмельницкого бригада — артиллерийское соединение сухопутных войск РККА во время Великой Отечественной войны. Участвовала в Львовско-Сандомирской, Сандомирско-Силезской, Нижнесилезской, Берлинской и Пражской наступательных операциях.

## История
Сформирована на 1-м Украинском фронте в районе восточнее г. Броды в мае 1944 года, как 39-я гвардейская пушечная артиллерийская Киевско-Ровенская Краснознамённая бригада. На её формирование были обращены: 112-й гвардейский пушечный артиллерийский Киевский Краснознамённый полк РГК, 19-й гвардейский пушечный артиллерийский Ровенский Краснознамённый полк 13-й армии и 10-й отдельный гвардейский разведывательный артиллерийский дивизион РГК.

### Боевой путь
Впервые в бой бригада вступила 13 июля 1944 в районе сев. г. Броды в составе войск  13-й армии 4-го Украинского фронта. В этой армии и фронте бригада действовала до конца войны.
Поддерживая соединения армии в ходе Львовско-Сандомирской наступательной операции, она способствовала освобождению гг. Стоянов (15 июля), Радехов (16 июля) и форсированию войсками р. Западный Буг.
За образцовое выполнение заданий командования в боях при прорыве обороны немецко-фашистских войск на львовском направлении и проявленные при этом доблесть и мужество была награждена орденом Суворова 2-й степени (9 августа 1944 года).
24 июля части бригады умело поддерживали соединения 102-го стрелкового корпуса в ходе форсирования р. Сан сев. г.Ярослав.
После этого во взаимодействии со стрелковыми и танковыми, соединениями и частями вели ожесточённые бои по удержанию и расширению сандомирского плацдарма.
В этих боях личный состав бригады проявил исключительное мужество и отвагу. 27 августа в районе дер. Братковщизна 2 батареи из состава бригады под ураганным огнём противника прямой наводкой сожгли 4 и подбили 4 танковых рассеяли и частично уничтожили до 2 рот пехоты противника. В этом бою особенно отличились мл. сержант Н. И. Гуркин, посмертно награждённый орденом Отечественной войны 1-й степени, ст. сержант Г. М. Повод, мл. сержант Л. М. Антоньян.
Высокое боевое мастерство показали воины бригады в Сандомирско-Силезской наступательной операции 1945 года.
За отличие в боях при прорыве обороны противника зап. г. Сандомир бригада была награждена орденом Кутузова 2-й степени (19 февраля 1945 года).
25 января она вышла к р. Одер (Одра) и совместно с главными силами 102-го стрелкового корпуса форсировала р. Одер в районе Кебена.
За образцовое выполнение боевых задач при форсировании р. Одер сев.-западнее г. Бреслау (Вроцлав) и проявленные при этом личным составом доблесть и мужество была награждена орденом Богдана Хмельницкого II степени (5 апреля 1945 года).
Мощный и меткий огонь частей бригады в Берлинской наступательной операции способствовал успешному прорыву войсками армии оборонительных рубежей и отражению ими контратак и контрударов противника.
За высокое боевое мастерство личного состава при прорыве нейсенского оборонительного рубежа бригада была награждена орденом Ленина (28 мая 1945 года).
Боевой путь бригада завершила в Пражской наступательной операции в районе Подборжаны (Чехословакия), а её 1-й дивизион, действуя с 6-м гвардейским механизированным корпусом, 9 мая вступил в г. Прага.
За мужество и отвагу, проявленные в боях, 1354 воина бригады были награждены орденами и медалями.

## Состав
- В состав бригады вошли 2 гаубичных, пушечный и разведывательный артиллерийские дивизионы.

## Подчинение
- Входила в состав 13-й армии

## Командование
- С момента формирования и до конца войны бригадой командовал подполковник  Цесарь, Александр Григорьевич.

## Почётные наименования и награды
- Звание «Гвардейская» — по преемственности, при формировании
- «Киевская»  почётное наименование — по преемственности от 112 гв.пап, при формировании
- «Ровенская» почётное наименование — по преемственности от 19 гв.пап, при формировании
- орден Ленина — 28 мая 1945 года — за образцовое выполнение заданий командования в боях при прорыве обороны немцев на реке Нейссе и овладении городами Коттбус, Люббен, Цоссен, Беелитц, Лукенвальде, Тройенбритцен, Цана, Мариенфельде, Треббин, Рангсдорф, Дидерсдорф, Кельтов и проявленные при этом доблесть и мужество
- — орден Красного Знамени — по преемственности от 112 гв. пап, при формировании
- — орден Красного Знамени — по преемственности от 19 гв.пап, при формировании
- — орден Суворова — 9 августа 1944 года — за образцовое выполнение заданий командования в боях с немецкими захватчиками при прорыве обороны немцев на Львовском направлении, проявленные при этом доблесть и мужество
- — орден Кутузова — 19 февраля 1945 года — за образцовое выполнение заданий командования в боях при прорыве обороны немцев западнее Сандомира и проявленные при этом доблесть и мужество
- — орден Богдана Хмельницкого — 5 апреля 1945 года — за образцовое выполнение заданий командования в боях с немецкими захватчиками при форсировании реки Одер северо-западнее города Бреслау (Вроцлав) и проявленные при этом доблесть и мужество